# Ericeia sandii
Ericeia sandii là một loài bướm đêm trong họ Erebidae.